# Aeroportul Regional Killeen–Fort Hood
Aeroportul Regional Killeen–Fort Hood (IATA: GRK, ICAO: KGRK, FAA LID: GRK) este un aeroport din Texas, Statele Unite ale Americii. Aeroportul a fost tranzitat în 2019 de 353.260 de pasageri.
Situat la o altitudine de 309 m, aeroportul dispune de o singură pistă.